# Công viên Sołacki

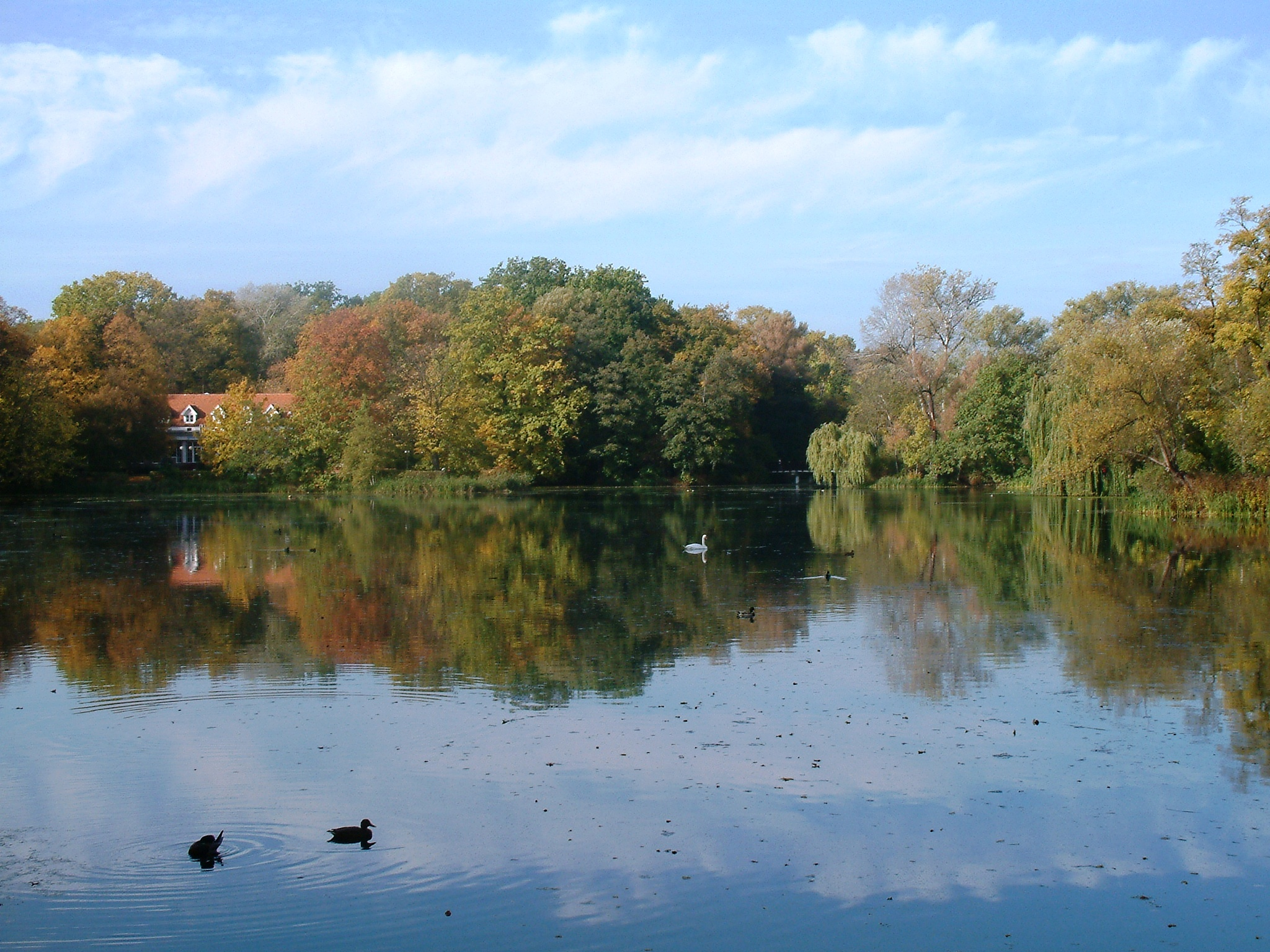
Công viên Sołacki (2006)

Công viên Sołacki (tiếng Ba Lan: Park Sołacki) là một trong những công viên tuyệt đẹp và nổi tiếng ở Poznań, Ba Lan, với diện tích khoảng 14 ha, và bắt đầu hoạt động từ đầu những năm 1910. Tác giả thiết kế Công viên là Hermann Kube.

## Khám phá
Công viên Sołacki là một địa danh đáng để khám phá. Công viên được bố trí theo phong cách vườn bách thảo kiểu Anh với khoảng 3.000 cây xanh và 12.000 cây bụi đa dạng về chủng loại từ khắp nơi trên thế giới được trồng nơi đây. Trong đó, Công viên nổi bật với các cây như: linh sam Douglas, các loài thông, các loài cây bách và phong bạc, cùng sự hiện diện của nhiều loài động vật (chủ yếu là các loài chim khác nhau như chim gõ kiến hay uyên ương). Ngoài ra, Công viên cũng có một số cây cầu (hầu hết bằng gỗ) và một thác nước.

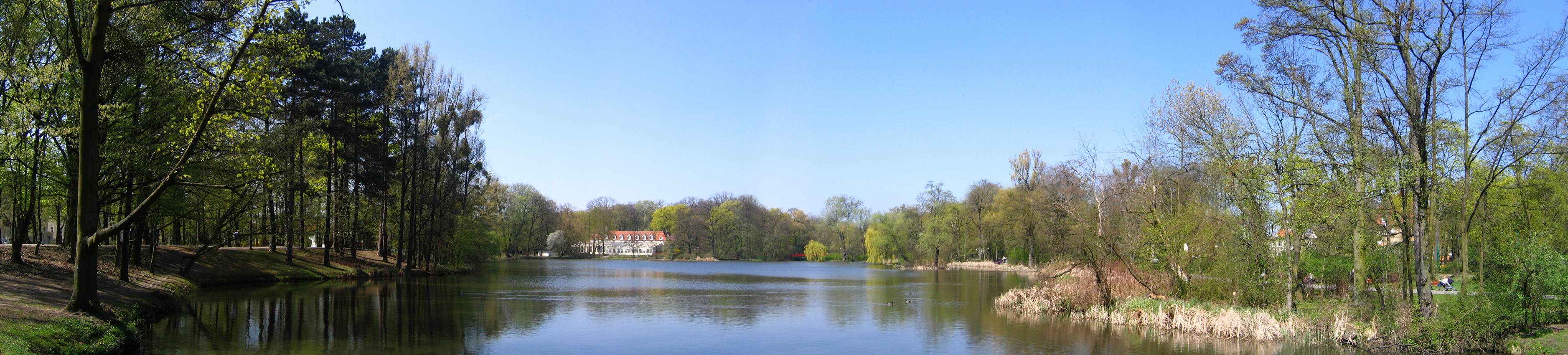
Công viên Sołacki (2009)

Phía tây của Công viên Sołacki có một đồng cỏ rộng rãi, xung quanh là các hàng cây xanh và bụi rậm, được thiết kế dành cho các sự kiện văn hóa và hoạt động giải trí. Hiện tại, Công viên còn sở hữu: sân chơi cho trẻ em, một tháp nhảy dù cao (được chuyển đến Công viên Sołacki vào năm 1952), một khách sạn-nhà hàng nhỏ, các con đường dành cho người đi bộ và xe đạp.
Trong nhịp sống hối hả và nhộn nhịp của thành phố, nơi đây là một vùng đất xanh, sạch và yên tĩnh. Do đó, Công viên là địa điểm tản bộ rất nổi tiếng của nhiều cư dân Poznań và khách du lịch bởi chính giá trị cảnh quan cũng như sự yên bình và tĩnh lặng.
Công viên Sołacki cũng là địa điểm yêu thích của những người yêu đạp xe. Tham quan khắp nơi ở Thành phố Poznań cũng như Công viên này bằng xe đạp là một trong những trải nghiệm thú vị.